# Leopold Heuvelmans
Leopold Heuvelmans (nascido em 24 de março de 1948) é um ex-ciclista de estrada belga. Representou seu país, Bélgica, na corrida de 100 contrarrelógio por equipes nos Jogos Olímpicos de Verão de 1964. A equipe belga terminou na décima terceira posição.